# Рогозіно (Оршанський район, Орєховська сільрада)
Рогозіно (біл. Рагозіна) — село в складі Оршанського району розташованого у Вітебській області Білорусі. Село входить до складу Орєховської сільської ради.
Село Рогозіно розташоване на півночі Білорусі, в південно-східній частині Вітебської області.